# Дух Росії
«Дух Росії» (нім. Der Geist Russlands) — публіцистичний нарис визначного ідеолога українського інтегрального (чинного) націоналізму Дмитра Донцова. Написаний 1961 року німецькою мовою. Книга належить до циклу текстів Донцова, в яких він намагався пояснити походження та сутність російської імперської ідеї. Є важливим джерелом для вивчення пізнього етапу ідеологічного світогляду Дмитра Донцова.

## Структура книги
Есей складається з чотирьох розділів:
1. Сили Антихриста
2. Російське месіанство
3. Дух російського варварства
4. Апокаліптичний дракон і Захід

При цьому третій розділ нарису — це скорочений переклад частини іншого тексту Донцова, другого розділу праці «Підстави нашої політики» (1921).

## Наріжні ідеї
Книга написана 1961 року — в розпал Холодної війни. Ця обставина важлива, оскільки одна з наріжних ідей книги (як і всієї філософії Донцова) — ідея протистояння між Заходом (Європою) та Сходом (Росією). Основну мету цієї міжцивілізаційної боротьби для Росії Донцов виразив в метафоричному образі, згідно з яким російський народ це 
орда, яка на руїнах вільного світу прагне підняти сатанинський прапор згуди, терору та рабства— 
. При цьому Європу Донцов уявляє не так в географічному сенсі, а передусім — в культурному та цивілізаційному. У цьому контексті також стає зрозумілим символічне використання автором образу Росії (в уявленні Донцова = СРСР) як Антихриста. Донцов вважав, що перетворення російського народу на Антихриста почалось задовго до більшовицького перевороту 1917 року, ще в період існування Московського царства. На думку автора, це перевтілення Росії в Антихриста пройшло кілька етапів. На першому відбулось «заперечення буття Бога (і навернення до диявола)». Відтак наступним кроком стало обожнювання людини.  

Донцов відзначався глибокою обізнаністю з російською літературою, філософією, історією. Саме аналіз російської філософської думки, прикладів з художньої літератури та історичних фактів дає можливість Дмитру Донцову окреслити риси російського світобачення: примат колективного над індивідуальним, потреба в «сильній руці», яка згуртовує маси. Звідки — тривкість деспотичної форми правління в різні історичні періоди російської історії. Сюди ж Донцов зараховує ідею винятковості російської спільноти, яка лежить в основі імперського характеру російського народу. Цю ідею Донцов означує як «російське месіанство». На його думку, це месіанство було успадковане більшовиками від російської імперії: 
Хтось мріяв про „Москву — Третій Рим“, інші — про Москву — столицю Третього Інтернаціоналу— 
. Водночас Донцов зараховує Росію до «примітивних спільнот». Слід відзначити, що мислитель уявляє російську націю як щось гомогенне. Він мислив в річищі ідеологів романтичного націоналізму ХІХ століття, які вважали, що всі представники певної нації мають спільний та властивий лише їм національний характер і поділяють "колективні ідеали".}}. Для таких спільнот типовими є: 
невпевненість і пасивність окремої людини, брак правового способу думок, цілковита відсутність незалежної моралі, яка тут заміняється наказами і ударами палиці— 
. Донцов протиставляє примітивну Росію прогресивному Заходу саме з цивілізаційної точки зору: «selfgoverment» у найширшому сенсі слова на Заході і хаос і деспотизм на Сході".
В підсумковій частині Донцов торкається питань історії, і зокрема, зачіпає тему військових перемог і поразок Росії. Він зауважує, що російський міф «непереможності», який покладений в основу імперської ідеології Росії, не відображає реальність. Насправді, протягом своєї історії Росія неодноразово опинялась на грані краху. Але в останній момент Захід (в широкому сенсі) йшов на компроміс з Росією, і не знищував російське зло до кінця. Як слушно відзначив Донцов 
потрібно відмовитися від легенди — надзвичайно приємної для росіян — про неможливість перемоги над Росією… Можна вести мову про відсутність на Заході волі задля повалення московітського чудовиська. Проте аж ніяк — про неможливість реалізації цього наміру— 
.

## Переклади
Невдовзі після публікації оригіналу книги «Дух Росії» з'явився її переклад англійською мовою під назвою «The spirit of Russia», вміщений у збірку текстів провідних ідеологів українського націоналізму. Автор перекладу не встановлений. Також вже в часи Незалежної України з'явилось два переклади українською мовою: переклад Валентина Стецюка та переклад Володимира Вишинського та Івана Зимомрі.

## Рекомендована література
- Doncov D. Der Geist Russlands. Munchen-Lochhausen. Schild-Verlag, 1961. 96 s.
- Donzow D. The spirit of Russia // The Real Face of Russia. Essays and Articles. / ed. by V. Bohdaniuk. London: Ukrainian Information Service, 1967. 272 p.
- Донцов Д. Дух Росії / перекл. з нім. В. Вишинського та І. Зимомрі. Київ: Українська видавнича спідка ім. Ю. Липи, 2011. 135 c.
- Зайцев О. Націоналіст у добі фашизму. Львівський період Дмитра Донцова. 1922—1939 роки. Київ: Критика, 2019. 344 с.